# Віденський вокзал (Варшава)
Віденський вокзал  , Варшавсько-Віденський вокзал  , з 1919 Головний вокзал   — колишній залізничний вокзал у Варшаві . Будувався з 14 липня 1844 року по 14 червня 1845 року для Варшавсько-Віденської залізниці за проектом Генрика Марконі . Він знаходився на розі Алеє Єрозолімських і Маршалковської . 14 червня 1845 року було відкрито станцію та першу ділянку залізничної лінії до Гродзіська.
На початку 20 століття до станції було добудовано нову будівлу для прибуття пасажирів (т.зв. станція прибуття), а в 1920-1921 рр. від вул. Хмельницької зведено тимчасову дерев’яну споруду Головного залізничного вокзалу.
У міжвоєнний період більшу частину будівлі Віденського вокзалу було знесено у зв'язку з будівництвом міжміської лінії Варшави. На місці Віденського залізничного вокзалу з’явилася сучасна будівля нового Головного залізничного вокзалу, який почали будувати в 1932 році, однак він залишився недобудованим і був остаточно зруйнований німцями в 1944 році після припинення Варшавського повстання .
Довжина станції становила 160 м, стільки ж був середній потяг того часу. Він був розроблений так, щоб нагадувати два парових локомотива, що торкаються один одного  . Фасади мали форми, характерні для флорентійського Відродження. Він складався з двоповерхової центральної будівлі, двох триповерхових веж з боків. Центральну частину та вежі з’єднували двоповерхові флігелі . У західній вежі розмістили телеграф, а в східній - годинник. Платформи були в задній частині будівлі. Перед станцією висаджено два ряди італійських тополь. Всередині великого залу не було. У невеликих приміщеннях були влаштовані окремі каси, зали очікування і буфети для пасажирів трьох класів, для військовослужбовців окремі кімнати для жінок і осіб високого рангу. У наступні роки флігелі трохи розширили. Під час одного з ремонтів було знято різьблення на балюстрадах головного корпусу.

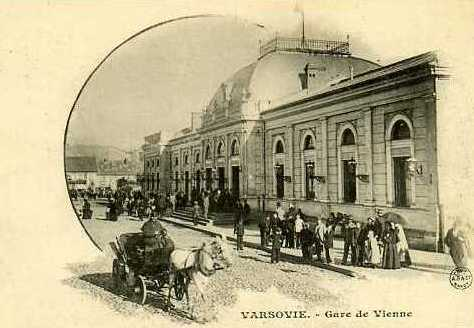
Станція прибуття, близько 1900 року

Вокзал виявився замалим для потреб зростаючого пасажиропотоку . Наприкінці 19 століття було прийнято рішення про будівництво нової станції. Підготовку проекту доручили Юзефу Гусу. Нова станція мала бути побудована за зразком залізниці Магдебург-Гальберштадт у Берліні. Він мав мати неоренесансний фасад, схожий на тріумфальну арку. Всередині мала бути велика зала з майданчиками, накритими скляним циліндричним дахом. Фасад мав виходити на вулицю Маршалковську, а не на Єрозолімські алеї, як раніше. Проект не був прийнятий, оскільки не передбачав сполучення з широкими коліями залізничних компаній з лівого берега Вісли. Також влада вимагала змінити фасад із неоренесансного на візантійський, на що проектант не погодився.
У 1900 році з боку вулиці Хмельницької була побудована невелика електрична станція прибуття, названа «Нова зала очікування» . Нова будівля вокзалу мала 62 м в довжину і 13,5 м в ширину . Люди, які виїжджали,  в основному використовували стару будівлю вокзалу .
У серпні 1915 року після окупації міста німецькою армією назву станції було змінено на Haupt-Bahnhof Warschau (Центральний вокзал Варшави), а у вересні 1915 року — на Wiener Bahnhof (Віденський вокзал) 
Після відновлення Польщею незалежності залізничний вокзал, який обслуговував вокзал, отримав назву Warszawa Główna. З 1919 року станція мала назву Головний вокзал .

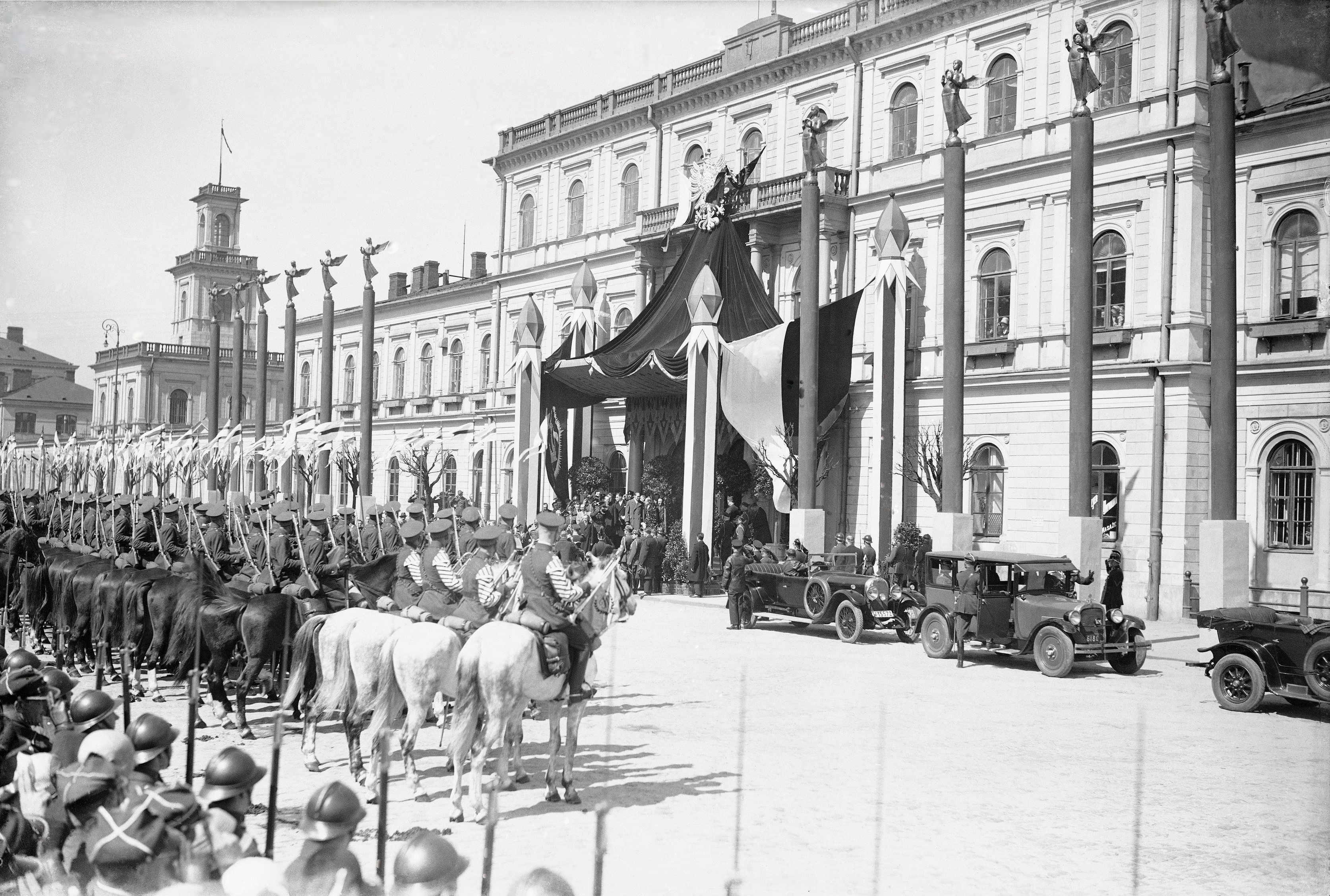
1-й легкий кавалерійський полк і офіційна делегація очікують зустрічі Амануллаха Хана, короля Афганістану, перед прикрашеним Віденським залізничним вокзалом, квітень 1928 року.

У 1920-1921 роках у зв'язку з початком робіт з реконструкції Варшавського залізничного вузла, біля Віденського вокзалу з боку вул. Хмельницької було зведено дерев’яну будівлю тимчасового Головного залізничного вокзалу . Він мав взяти на себе функції Віденського залізничного вокзалу після його очікуваного знесення . Будівлю спроектували Тадеуш Зелінський та Максиміліан Бистидзенський . Головним залізничним вокзалом стали офіційно називати комплекс історичного Віденського вокзалу разом із тимчасовою дерев'яною будівлею 1921 року .
У 1930-х роках  почалося будівництво міжміської лінії. Для цього знадобилося перенести майбутню станцію на захід і знести західне крило Віденського вокзалу, щоб розмістити східну головку колії, що йде від Ал. Єрозолімські. Частково на місці знесеного західного крила (з телеграфною вежею) розпочато будівництво сучасного Головного залізничного вокзалу над міжміськими коліями. Решта будівлі була спалена у вересні 1939 року.
Руїни годинникової вежі на станції були підірвані під час розчищення завалів у цій частині міста в травні 1947 року  . У 1955 році її відзначили меморіальною дошкою (не збереглася) на місці площі («сковороди») перед входом на станцію метро Centrum  .

## Вшанування пам'яті
- Під час будівництва площі Дефіляд у 1955 році біля місця східної вежі, що знаходилась там, де проїжджа частина розширеної вул. Marszałkowska з’явилася пам’ятна дошка з текстом: «Тут стояла годинникова вежа вокзалу Варшава-Відень». Дошка була втрачена під час будівництва станції метро. У цьому місці знаходиться заглиблений сквер (так звана сковорода) перед станцією Центрум [13] .
- Пам'ятна дошка на східному павільйоні залізничного вокзалу Варшава-Середмістя, збудованого у 1960-х роках. 20 століття [14] .

## Виноски
1. 1 2  Encyklopedia Warszawy. Warszawa: Wydawnictwo Naukowe PWN. 1994. с. 159. ISBN 83-01-08836-2.
2. ↑  Kieniewicz, Stefan (1976). Warszawa w latach 1795–1914. Warszawa: Państwowe Wydawnictwo Naukowe. с. 122.
3. 1 2 3  Majewski, Jerzy S. (2003). Warszawa nieodbudowana. Metropolia belle époque. Warszawa: VEDA. с. 31. ISBN 83-85584-82-X.
4. ↑  Marcinkowski, Robert (2013). Ilustrowany Atlas Dawnej Warszawy. Warszawa: Wydawnictwo Oliwka. с. 74. ISBN 978-83-931203-1-4.
5. 1 2 3 4  Zieliński, Jarosław (2014). Warszawa wielkomiejska. Marszałkowska, róg Świętokrzyskiej i okolice. Warszawa: EKBiN Studio PR. с. 73. ISBN 978-83-929745-5-0.
6. 1 2 3 4  Dworzec Kolei Warszawsko-Wiedeńskiej. Portal magazynu historycznego „Mówią Wieki”. czerwiec 2007. Архів оригіналу за 21 вересня 2011. Процитовано 5 травня 2023.
7. ↑  Bielski, Rafał (2016). Utracone miasto. Warszawa wczoraj i dziś. Warszawa: Skarpa Warszawska. с. 106. ISBN 978-83-63842-27-7.
8. 1 2  Przewodnik po Warszawie (do 1944 roku).
9. ↑  Hensel-Moszczyńska, Barbara (2018). Odzyskana społeczność. Warszawa 1915–1918. Muzeum Warszawy. с. 51. ISBN 978-83-65777-56-0.
10. ↑  Waydel Dmochowska, Jadwiga (1960). Jeszcze o dawnej Warszawie. Warszawa: Państwowy Instytut Wydawniczy. с. 141.
11. ↑  Warszawski węzeł kolejowy. Wczoraj, dziś i jutro. Warszawa: Wydawnictwa Komunikacji i Łączności. 1977. с. 29.
12. ↑  Kasprzycki, Jerzy (1982). Warszawa nieznana. Warszawa: Krajowa Agencja Wydawnicza. с. 23.
13. ↑  Majewski, Jerzy S. (2003). Warszawa nieodbudowana. Metropolia belle époque. Warszawa: VEDA. с. 35. ISBN 83-85584-82-X.
14. ↑  Ciepłowski, Stanisław (2004). Wpisane w kamień i spiż. Inskrypcje pamiątkowe w Warszawie XVII–XX w. Warszawa: Argraf. с. 21. ISBN 83-912463-4-5.

## Зовнішні посилання
- Фотографії Віденського вокзалу на порталі warszawa1939.pl